# 自殺した有名人の一覧
自殺した有名人の一覧（じさつしたゆうめいじんのいちらん）とは、自ら命を絶ったと言われている有名人の一覧である。
なお、自殺時の詳細を閲覧することは精神衛生に悪影響を与える可能性がある。下記の一覧を閲覧する際には自身の精神状態に注意を払うこと。異変が起きた際には自治体などの精神保健部門へ相談すること。
表記スタイル
- 出身国の五十音順 → 自殺の年月日順 → 人物の職業・略説等

## アメリカ合衆国
- マーティ・バーゲン（1900年） - プロ野球選手、精神疾患を抱え、妻と2人の子供を撲殺して自殺
- キッド・カーリー（1904年） - 盗賊
- ジャック・ロンドン（1916年） - 作家
- ウィリアム・ラーンド（1926年） - テニス選手
- リン・F・レイノルズ（1927年） - 映画監督
- ジョージ・イーストマン（1932年） - 発明家、コダック創業者
- エドワード・ルーカス・ホワイト（1934年） - 怪奇小説作家、歴史作家
- ロバート・E・ハワード（1936年） - SF作家、ファンタジー作家
- ウォーレス・カロザース（1937年） - 科学者
- ウィラード・ハーシュバーガー（1940年） - プロ野球選手、現役のメジャーリーガーとしてシーズン中に自殺したと断定された唯一の例
- ジェシー・リバモア（1940年） - 投資家
- セオドール・アンネマン（1942年） - 奇術師
- フランク・ニッティ（1943年） - ギャング
- アーシル・ゴーキー（1948年） - 画家
- ジェームズ・フォレスタル（1949年） - 海軍長官、国防長官
- ジェームス・B・ランシング（1949年） - スピーカー技術者、JBL創設者
- 伊丹明（1950年） - 日系アメリカ人二世、陸軍軍人、『山河燃ゆ』（NHK1984年度大河ドラマ）天羽賢治のモデル
- エドウィン・アームストロング（1954年） - 電子工学者
- アーネスト・ヘミングウェイ（1961年） - 作家
- マリリン・モンロー （1962年）- 女優　（暗殺の可能性もあり）
- シルヴィア・プラス（1963年） - 詩人、作家
- ヴァージニア・ヒル（1966年） - 現金輸送屋
- チャールズ・B・マクベイ3世（1968年） - 元海軍軍人、巡洋艦インディアナポリス艦長。
- ニック・アダムス（1968年） - 俳優。東宝の特撮映画にも出演した。（事故死の可能性もあり）
- ジュディ・ガーランド（1969年） - 女優、歌手
- マーク・ロスコ（1970年） - 画家
- ダイアン・アーバス（1971年） - 写真家
- ウィリアム・F・ノーランド（1974年） - 政治家
- クリスティーン・チュバック（1974年） - ニュースキャスター。生放送中に「ただいまから皆様にお見せいたしますのは初公開の自殺です」と語りかけ、唐突に拳銃自殺。
- ギグ・ヤング（1978年） - 俳優
- ジム・ジョーンズ（1978年） - 新宗教教祖。他の信者900人余りと共にガイアナで集団自殺。
- ダニー・ハサウェイ（1979年） - ミュージシャン
- ロイ・サリヴァン（1983年） - 雷に7回打たれても生きていた人物
- リチャード・ブローディガン（1984年） - 作家、詩人
- チャールズ・ハッチャー（1984年） - 殺人犯
- R・バド・ドワイヤー（1987年） - ペンシルベニア州上院議員、州財務長官。収賄罪で有罪を宣告されたのを受けて行った記者会見で、改めて自らの無実を訴えた直後、テレビ中継されるなか拳銃自殺。
- ジェイムズ・ティプトリー・Jr.（1987年） - SF作家
- ロイ・ブキャナン（1988年） - ミュージシャン
- リチャード・クワイン（1989年） - 俳優、映画監督
- ドニー・ムーア（1989年） - 元プロ野球選手
- チャールズ・ステュアート（英語版）（1990年） - 殺人犯
- ビンス・フォスター（1993年） - 弁護士
- カート・コバーン（1994年） - ミュージシャン、ニルヴァーナのボーカル
- サバンナ (女優)（1994年） - ポルノ女優
- マーシャル・アップルホワイト（1997年） - 新宗教教祖。他の信者38人と共に集団自殺。
- マーゴ・ヘミングウェイ（1996年）- 女優、アーネスト・ヘミングウェイの孫娘
- メアリー・ケイ・バーグマン（1999年） - 声優
- J・J・ジョンソン（2001年） - トロンボーン奏者
- エリオット・スミス（2003年） - ミュージシャン（暗殺の可能性もあり）
- ジョナサン・ブランディス（2003年） - 俳優
- ジャック・モイヤー（2004年） - 海洋生態学者
- アイリス・チャン（2004年） - 作家
- ダグ・オルト（2004年） - 元プロ野球選手
- ブラッド・デルプ（2007年） - ミュージシャン
- トマス・M・ディッシュ（2008年） - SF作家
- アンブローズ・オルセン（2010年） - 男性ファッションモデル
- ジョセフ・ブルックス（英語版）（2011年） - 作曲家・映画監督
- マイク・フラナガン（2011年） - 元プロ野球選手
- ライアン・フリール（2012年） - 元プロ野球選手
- ボブ・ウェルチ（2012年） - ミュージシャン
- ロビン・ウィリアムズ（2014年） - 俳優、コメディアン
- アーロン・ヘルナンデス（2017年） - アメリカンフットボール選手
- クリス・コーネル（2017年） - ミュージシャン、サウンドガーデン／オーディオスレイヴのボーカル
- チェスター・ベニントン（2017年） - ミュージシャン、リンキン・パークのボーカル
- ケイト・スペード（2018年）- ファッションデザイナー
- アンソニー・ボーディン（2018年） - シェフ、作家、番組司会者
- アラン・クルーガー（2019年） - 経済学者
- アイザック・カッピー（2019年） - 俳優
- ジェフリー・エプスタイン（2019年） - 投資家
- ジェイソン・デビッド・フランク（2022年） - 俳優[1]
- ビリー・ミラー（2023年） - 俳優
- グレイソン・マレー（英語版）（2024年） - プロゴルファー、チャールズ・シュワブ・チャレンジ出場中に自殺

## アルゼンチン
- レオポルド・ルゴネス（1938年） - 詩人、作家

## イギリス
- マイルス・シンダコム（1657年） - オリヴァー・クロムウェル暗殺未遂犯
- ジェレマイア・クラーク（1707年） - 作曲家
- トーマス・チャタートン（1770年） - 詩人
- ロバート・クライブ（1774年） - 軍人、政治家
- ウィリアム・マッコイ（1798年） - バウンティ号の乗組員
- ロバート・ステュアート（1822年） - カスルリー子爵、貴族、政治家
- ヘンリー・トロロープ（1839年）- 軍人
- ロバート・フィッツロイ（1865年）- 軍人、学者、ニュージーランド総督
- ガートルード・ベル（1926年）- 情報員、考古学者、登山家（事故死の疑いあり）
- オールドフィールド・トーマス（1929年）- 動物学者
- ピーター・ウォーロック（1930年） - 作曲家（事故死の疑いあり）
- ペグ・エントウィスル（1932年） - 女優
- ヴァージニア・ウルフ（1941年） - 小説家
- ジェフリー・パイク（1948年） - 科学者、発明家
- アラン・チューリング（1954年） - 数学者（事故死の疑いあり）
- ロビン・ミルフォード（1959年） - 作曲家
- フレデリック・フリート（1965年） - タイタニック号の乗組員
- ドナルド・クローハースト（1969年）- 実業家、政治家、アマチュアセーラー
- ジョージ・サンダース（1972年） - 俳優
- ピート・ハム（1975年） - シンガー・ソングライター、ミュージシャン、元バッドフィンガー
- デイヴィッド・マンロウ（1976年） - 管楽器奏者
- イアン・カーティス（1980年） - ジョイ・ディヴィジョンのボーカル
- トム・エヴァンズ（1983年） - シンガー・ソングライター、ミュージシャン、元バッドフィンガー
- スクリーミング・ロード・サッチ（1999年） - 歌手・政治家、オフィシャル・モンスター・レイブン・ルーニー・パーティーの創設者
- スチュアート・アダムソン（2001年） - ミュージシャン
- ルーシー・ゴードン（2009年） - 女優
- アレキサンダー・マックイーン（2010年）-ファッションデザイナー
- トニー・スコット（2012年） - 映画監督、映画プロデューサー
- キース・エマーソン (2016年) - ミュージシャン
- マックス・モズレー（2021年） - 弁護士、元国際自動車連盟会長

## イタリア
- マルクス・ポルキウス・カト・ウティケンシス（紀元前46年） - 政治家、軍人
- ガイウス・カッシウス・ロンギヌス（紀元前42年） - 政治家、軍人
- マルクス・ユニウス・ブルトゥス（紀元前42年） - 政治家、軍人
- マルクス・アントニウス（紀元前30年） - 政治家、軍人
- ネロ（68年） - ローマ皇帝
- オト（69年） - ローマ皇帝
- フランチェスコ・ボッロミーニ（1667年） - 建築家
- ルイジ・ルケーニ（1910年） - オーストリア皇后エリーザベトの暗殺者
- エミリオ・サルガーリ（1911年） - 作家
- ジュゼッペ・テラーニ（1943年） - 建築家（転落死。事故説あり）
- チェーザレ・パヴェーゼ（1950年） - 作家
- ヴィットリオ・ヤーノ（1965年） - 自動車設計者
- プリーモ・レーヴィ（1987年） - 作家（事故死の疑いあり）
- マルコ・パンターニ（2004年） - 自転車選手（事故死の疑いあり）
- マリオ・モニチェリ（2010年） - 映画監督

## イラン
- サーデグ・ヘダーヤト（1951年） - 作家
- アリ・レザー・パフラヴィー（2011年） - パフラヴィー朝元王子

## ウクライナ
- パナース・リューブチェンコ（1937年） - 政治家

## ウルグアイ
- フアン・パブロ・レベージャ（2006年） - 映画監督、脚本家

## エジプト
- クレオパトラ7世（紀元前30年） - 古代エジプトプトレマイオス朝女王
- アブドルハキーム・アーメル（1967年） - 軍人、政治家
- ダリダ（1987年） - 歌手、女優

## エチオピア
- テオドロス2世（1868年） - エチオピア帝国の皇帝

## オーストラリア
- マイケル・ハッチェンス（1997年） - ミュージシャン、INXSのヴォーカリスト

## オーストリア
- オットー・ヴァイニンガー（1903年） - 哲学者
- ルートヴィッヒ・ボルツマン（1906年） - 物理学者、哲学者
- ゲオルク・トラークル（1914年） - 詩人
- シュテファン・ツヴァイク（1942年） - 作家
- グスタフ・ワーグナー（1980年） - ソビボル絶滅収容所の看守
- ゲオルク・ティントナー（1999年） - 指揮者

## オランダ
- フィンセント・ファン・ゴッホ（1890年） - 画家
- ポール・エーレンフェスト（1933年） - 物理学者
- ユリウス・デットマン（1945年）  - 警察官、諜報員。カール・ヨーゼフ・ジルバーバウアーの上司

## カナダ
- フローレンス・ローレンス（1938年） - 女優
- L・M・モンゴメリ（1942年） - 小説家。『赤毛のアン』の作者。
- エドガートン・ハーバート・ノーマン（1957年） - 外交官
- ロバート・プーリン（1975年） - 強姦殺人犯
- リチャード・マニュエル（1986年） - ミュージシャン
- デイヴィッド・ライマー（2004年） - 女性として育てられた男性
- クリス・ベノワ（2007年） - プロレスラー。妻と息子を殺害し自殺。自殺後に病理解剖され脳の異常が見つかる。

## キューバ
- ポール・ラファルグ（1911年） - 社会主義者
- レイナルド・アレナス（1990年） - 小説家、詩人

## ギリシャ
- クレオメネス1世（紀元前489年） - スパルタの王
- テミストクレス（紀元前450年代） - 政治家、軍人
- クレオパトラ・エウリュディケ（紀元前336年） - マケドニア王ピリッポス2世の妃
- デモステネス（紀元前322年） - 政治家
- アルケタス（紀元前319年） - ディアドコイ

## グレナダ
- アンリ・クリストフ（1820年） - ハイチ王国の国王

## シリア
- ユリア・ドムナ（217年） - ローマ帝国の皇后

## スウェーデン
- ハリー・マーティンソン（1978年） - 作家、詩人
- デッド（1991年） - ミュージシャン。ノルウェーでショットガン自殺
- ジョン・ノトヴェイト（2006年） - ミュージシャン
- マーティン・ホルム（2009年） - キックボクサー、ムエタイ戦士。首吊り自殺を図り、死去。
- アヴィーチー（2018年） - 音楽アーティスト、DJ。滞在先のオマーンで自殺

## スペイン
- オスカル・ドミンゲス（1957年） - 画家
- ルイス・オカーニャ(1994年) - 自転車選手

## タンザニア
- ムクワワ（1898年） - ヘヘ族（英語版）の指導者

## チェコ
- ヤクプ・シモン・ヤン・リバ（1815年） - 作曲家
- オスカル・ネドバル（1930年） - 作曲家、指揮者
- ヤロミール・ヴァインベルゲル（1967年） - 作曲家
- ヤン・パラフ（1969年） - 学生
- カレル・スヴォボダ（2007年） - 作曲家

## 中国
- 帝辛（紀元前1100年ごろ） - 殷の第30代帝であり、最後の帝。紂王（ちゅうおう、Zhòu Wáng）の名でも知られる。
- 崔杼（紀元前546年） - 斉の政治家
- 夫差（紀元前473年） - 呉の国王
- 屈原（紀元前278年） - 楚の政治家、詩人
- 呂不韋（紀元前235年） - 秦の政治家
- 項羽（紀元前202年） - 楚の覇王
- 董賢（紀元前1年） - 前漢末の政治家
- 劉歆（23年） - 新末後漢初の儒学者、天文学者
- 梁冀（159年） - 後漢の政治家
- 段熲（179年） - 後漢の軍人
- 烽上王（300年） - 高句麗の国王
- 高延宗（577年） - 北斉の皇帝
- 李上金（690年） - 唐の皇族
- 史朝義（763年） - 唐代の反乱指導者
- 黄巣（884年） - 唐代の反乱指導者
- 朱友貞（923年） - 後梁の皇帝
- 福興（1215年） - 金の官僚
- 哀宗（1234年） - 金の皇帝
- 陸秀夫（1279年） - 政治家
- 朱柏（1399年） - 明の皇族
- 平安（1409年） - 軍人
- 李卓吾（1602年） - 思想家、評論家
- 魏忠賢（1627年） - 宦官
- 崇禎帝（1644年） - 明の皇帝
- 王承恩（1644年） - 宦官
- 隆武帝（1646年） - 南明の皇帝
- 紹武帝（1647年） - 南明の皇帝
- 耿仲明（1649年） - 軍人
- 孔有徳（1652年） - 軍人
- 呉世璠（1681年） - 清代の反乱指導者
- 蔡牽（1809年） - 海賊
- 王懿栄（1900年） - 金石学者
- 陳天華（1905年） - 革命家
- 李純（1920年） - 軍人
- 閻相文（1921年） - 軍人
- 藍天蔚（1922年） - 軍人
- 王国維（1927年） - 学者
- 阮玲玉（1935年） - 女優
- 陳群（1945年） - 政治家
- 趙正平（1945年） - 政治家
- 陳布雷（1948年） - 政治家
- 高崗（1954年） - 政治家
- 老舎（1966年） - 作家 （紅衛兵による殺害の疑い有り）
- 黄紹竑（1966年） - 軍人、政治家
- 李立三（1967年） - 政治家
- 容国団（1968年） - 卓球選手
- 張玉勤（1973年） - 学生
- 江青（1991年） - 毛沢東の妻、四人組
- 姫鵬飛（2000年） - 政治家
- レスリー・チャン（中国表記：張国栄）（2003年） - 香港の俳優
- 陳琳（2009年）- 歌手
- シンディー（中国表記：楊又穎）（2015年） - 台湾のタレント
- 張陽（2017年）- 軍人

## チュニジア
- クロディウス・アルビヌス（197年） - ローマ帝国の軍人、政治家
- モハメド・ブアジジ（2011年） - チュニジアの露天商。彼の焼身自殺は2011年のジャスミン革命のきっかけになった。

## ドイツ
- カール・イェルーザレム（1772年） - 作家、ゲーテ「若きウェルテルの悩み」のモデルとなった人物
- ハインリヒ・フォン・クライスト（1811年） - 劇作家
- フリードリヒ・ルートヴィヒ・ヴァイディヒ（1837年） - 革命家、教育者
- フリードリッヒ・リスト（1846年） - 経済学者
- ヨハンナ・キンケル（1858年） - 作曲家、小説家（事故死の可能性もあり）
- ベルンハルト・フェルスター（1889年） - 反ユダヤ主義者
- ヴィクトル・マイヤー（1897年） - 化学者
- マックス・フォン・ペッテンコーファー（1901年） - 衛生学者、化学者
- クララ・イマーヴァール（1915年） - 化学者
- ヴィルヘルム・レームブルック（1919年） - 彫刻家
- エミール・フィッシャー（1919年） - 化学者
- ヨアヒム・フォン・プロイセン（1920年） - 王族
- メリ・ベーゼ（1925年） - パイロット
- エルンスト・ルートヴィヒ・キルヒナー（1938年） - 画家
- ヴァルター・ベンヤミン（1940年） - 文芸評論家
- ハンス・ベルガー（1941年） - 医学者
- フーゴー・ディストラー（1942年） - 作曲家
- エルヴィン・ロンメル（1944年） -　軍人、ドイツ軍元帥
- ハンス・フィッシャー（1945年） - 化学者、ノーベル賞受賞者
- アドルフ・ヒトラー（1945年） - 政治家、ナチス・ドイツの指導者
- エヴァ・ブラウン（1945年） - ヒトラーの愛人
- ヨーゼフ・ゲッベルス（1945年） - ナチスの宣伝大臣
- マクダ・ゲッベルス（1945年） - ヨーゼフ・ゲッベルスの妻
- ベルンハルト・ルスト（1945年） - ナチスの科学・教育・文化大臣
- ハインリヒ・ヒムラー（1945年） - ナチス親衛隊長官
- マルティン・ボルマン（1945年） - ヒトラーの秘書
- フェオドラ・フォン・ザクセン＝マイニンゲン（1945年） - ザクセン＝マイニンゲン公女
- ロベルト・ライ（1945年） - ナチ党指導者
- ヘルマン・ゲーリング（1946年）- ナチスの政治家
- カール・ハウスホーファー（1946年） - 地政学者
- イルゼ・コッホ（1967年） - ブーヘンヴァルト強制収容所の看守
- ベルント・アロイス・ツィンマーマン（1970年） - 作曲家
- パウル・ツェラン（1970年） - 詩人
- ウルリケ・マインホフ（1976年） - テロリスト
- アンドレアス・バーダー（1977年） - テロリスト、ドイツ赤軍創設者。
- ルドルフ・ヘス（1987年） - 政治家。国家社会主義ドイツ労働者党副総統（総統代理、指導者代理とも訳される）、ヒトラー内閣無任所大臣。党内初の親衛隊名誉指導者。（暗殺説もあり）
- ヘルベルト・ケーゲル（1990年） - 指揮者
- インゴ・シュヴィヒテンバーグ（1995年） - ハロウィンの元ドラマー
- コンラート・シューマン（1998年）- 旧ドイツ民主共和国の警察官。1961年に西ベルリンへ脱走した人物。
- ルイス・クラージェス（2001年） - レーシングドライバー
- ロベルト・エンケ（2009年） - サッカー選手

## トルコ
- ルサ1世（紀元前714年） - ウラルトゥの王
- ミトリダテス6世（紀元前63年） - ポントスの王

## ハンガリー
- シェレッシュ・レジェー（1968年） - ピアニスト、作曲家、「暗い日曜日」を作曲
- シャーンドル・コチシュ（1979年） - サッカー選手、「マジック・マジャール」のひとり

## フィンランド
- エルネスト・パングー（1942年） - 作曲家
- トニー・ホーム（2010年） - プロレスラー、プロボクサー、総合格闘家

## ブラジル
- アルベルト・サントス・デュモン（1932年） - パイロット
- ジェトゥリオ・ドルネレス・ヴァルガス（1954年） - 政治家（大統領任期中）

## フランス
- マグネンティウス（353年） - ローマ皇帝
- フランソワ・ヴァテール（1671年） - 料理人
- ヤン・クシチテル・クルンプホルツ（1790年） - 作曲家
- ジャン＝マリー・ロラン（1793年） - 政治家
- エティエンヌ＝シャルル・ド・ロメニー・ド・ブリエンヌ（1794年） - 政治家、聖職者
- コンドルセ（1794年） - 数学者、哲学者、政治家
- クロード・シャップ（1805年） - 発明家
- ニコラ・ルブラン（1806年） - 化学者
- ジャン＝アンドシュ・ジュノー（1813年） - 軍人
- ルイ＝アレクサンドル・ベルティエ（1815年） - 軍人
- アントワーヌ＝ジャン・グロ（1835年） - 画家
- ジェラール・ド・ネルヴァル（1855年） - 作家（暗殺の可能性もあり）
- アルフォンス・ペノー（1880年） - 発明家（航空パイオニア）
- アンリ・ジファール（1882年） - 発明家
- ジョルジュ・ブーランジェ（1891年） - 軍人、政治家
- ジャンヌ・エビュテルヌ（1920年） - 画家
- マックス・ランデー（1925年） - 俳優、映画監督
- フレッド・クレール・スカマローニ（1943年） - レジスタンス活動家
- ピエール・ドリュ＝ラ＝ロシェル（1945年） - 作家
- ラウール・レヴィ（1966年） - 映画プロデューサー
- エドガー・ド・ラルミナ（1962年） - 軍人
- シャルル・ボワイエ（1978年） - 俳優
- クリスチャン・フェラス（1982年） - バイオリン奏者
- キャプシーヌ（1990年） - 女優、モデル
- エルヴェ・ギベール（1991年） - 作家、AIDS
- ピエール・ベレゴヴォワ（1993年） - 政治家
- ギー・ドゥボール（1994年） - 思想家、映画監督
- ジル・ドゥルーズ（1995年） - 哲学者
- ジャック・マイヨール（2001年） - フリーダイバー
- ベルナール・ロワゾー（2003年） - 料理人
- カレン・ランコム（2005年） - ポルノ女優
- エルヴェ・ヴィルシェーズ（2006年） - 俳優
- トム・ニコン（2010年） - 男性ファッションモデル

## ブルガリア
- ジュール・パスキン（1930年） - 画家

## ベトナム
- 潘清簡（1867年） - 政治家
- ティック・クアン・ドック（1963年） - 僧侶。仏教徒を弾圧する南ベトナム政府と、それを支援するアメリカ合衆国への抗議のため、アメリカ大使館前で焼身自殺。
- レ・バン・フン（1975年） - 軍人

## ベネズエラ
- エドウィン・バレロ（2010年） - プロボクサー。妻を殺害した容疑で逮捕され、留置所で首吊り。

## ポーランド
- ユリアン・フォンタナ（1869年） - 作曲家
- ブロニスワフ・ピウスツキ（1918年） - 文化人類学者
- アダム・チェルニアコフ（1942年） - ユダヤ人評議会議長
- ジャージ・コジンスキー（1991年） - 小説家

## ポルトガル
- ウリエル・アコスタ（1640年） - 思想家

## 南アフリカ共和国
- ケビン・カーター（1994年） - フォトジャーナリスト
- マイク・ベルナルド（2012年） - キックボクサー

## メキシコ
- ルーペ・ヴェレス（1944年） - 女優

## ロシア
- アレクサンドル・ラジーシチェフ（1802年） - 貴族、思想家
- フセーヴォロド・ガルシン（1888年） - 小説家
- パーヴェル・ミシチェンコ（1918年） - 軍人
- アレクサンドル・リャプノフ（1918年） - 数学者、物理学者
- アドリフ・ヨッフェ（1927年） - 革命家、政治家、外交官
- ウラジミール・フォーゲル（1929年） - 俳優
- ウラジーミル・マヤコフスキー（1930年） - 詩人
- マリーナ・ツヴェターエワ（1941年） - 詩人
- ボリス・バルネット（1965年） - 映画監督
- ボリス・プーゴ（1991年） - 政治家、内務大臣
- セルゲイ・アフロメーエフ（1991） - 軍人
- アレクサンドル・コミン（1999年） - 殺人犯
- レオニード・シェバルシン（2012年） - チェキスト
- ボリス・ベレゾフスキー （2013年） - 企業家、政治家
- エレナ・イワシェンコ（2013年） - 女子柔道選手